# Base de Apoyo Logístico Resistencia
La Base de Apoyo Logístico "Resistencia" (BAL) es una unidad de apoyo del Ejército Argentino con asiento de paz en Resistencia y con dependencia orgánica de la III Brigada de Monte.

## Actividades operacionales
La unidad lleva a cabo actividades operacionales y de apoyo a la comunidad, que incluye la Campaña Alimentaria "Bermejito" en el Impenetrable, realizada por el Ejército Argentino desde 2007 distribuyendo alimentos y agua potable, principalmente a wichís y qom. Esa campaña fue cumplida la edición de 2020 en el marco del esfuerzo de ayuda humanitaria de las Fuerzas Armadas por la pandemia de COVID-19 en la Argentina.